# Harris (Kansas)
Harris é uma cidade localizada no estado americano de Kansas, no Condado de Anderson.

## Demografia
Segundo o censo americano de 2000, a sua população era de 53 habitantes.

## Geografia
De acordo com o United States Census Bureau tem uma área de
0,3 km², dos quais 0,3 km² cobertos por terra e 0,0 km² cobertos por água. Harris localiza-se a aproximadamente 304 m acima do nível do mar.

## Localidades na vizinhança
O diagrama seguinte representa as localidades num raio de 20 km ao redor de Harris.